# 발기부전
발기부전(勃起不全, 영어: erectile dysfunction, ED, impotence)은 발기가 온전하지 않은 남성 성기능 장애의 하나이다. 음경이 발기하지 않거나 정상적인 성관계를 하는 동안 발기된 상태를 유지할 수 없는 것을 증상으로 한다. 남성에서 가장 흔한 성 관련 문제이다. 일반적으로 성욕이 줄면 발기가 잘 되지 않지만 성욕이 있는데도 발기가 되지 않는 경우가 특별히 문제시된다.
음경의 발기는 음경 해면체에 혈액이 유입되어 유지되는 수력학적 효과에 의한다. 그 과정은 종종 성적 흥분의 결과로 시작되며, 이때 신호들이 뇌로부터 음경 내 신경으로 전달된다. 발기가 어려워지는 원인은 다양한데, 전압 개폐성 칼륨 통로의 변화, 심혈관질환, 당뇨병, 신경학적 문제, 호르몬 부족, 약제의 부작용 등이 있다.
심리학적인 발기부전은 육체적인 불능에 의한 것이 아닌, 생각 또는 느낌 때문에 발기 또는 삽입에 실패하는 경우이다. 이러한 경우는 흔치 않지만 여러 의학적 도움을 주는 것이 가능하다.

## 증상과 징후
발기부전은 성 활동을 할 수 있을 만큼 충분히 음경이 규칙적으로, 또는 반복적으로 딱딱하게 발기되지 않는 상태이다. "최소 3개월 동안 만족스러운 성 활동을 할 수 있을 만큼 음경이 충분히 발기되지 않거나 발기가 유지되지 않는 지속적인 또는 반복적인 상태"로 정의된다.

## 원인
발기부전의 원인 혹은 기여 요인은 다음과 같다.
- 포화지방이 많이 포함된 식단은 심장병으로 연결되며, 심장병이 있는 남성은 발기부전이 있을 가능성이 높다.[4][5] 반대로 채식은 발기부전 위험이 더 낮다.[6][7][8]
- 선택적 세로토닌 재흡수 억제제(SSRI),[9] 베타 차단제, 항히스타민제,[10][11][12] 알파-2 아드레날린 수용체 작용제, 티아지드, 호르몬 조절제, 5α-환원효소 억제제[2][3] 등의 처방약

- 신경학적 질병 : 당뇨병성 신경병증, 측두엽간질, 다발성 경화증, 파킨슨병, 다계통위축증[2][3][13]

- 해면체 장애: 페이로니병[2][14]

- 고프로락틴혈증: 프로락틴샘종으로 인한 것[2]

- 심리적 원인 : 수행 불안(performance anxiety), 스트레스, 정신 질환[15]

- 수술: 근치적 전립선절개술(prostatectomy)[16]

- 노화 : 40세 이후 노화 자체만으로도 발기부전의 위험요인이나, 노화와 발생하는 질병인 테스토스테론 결핍, 심장혈관질환, 당뇨병 등이 상승 효과를 갖고 있다.[17][18]
- 신장병: 발기부전과 만성신장질환은 혈관장애와 호르몬 장애와 같은 공통적인 병리학적 기제가 있다. 또한 고혈압과 제1형 당뇨병과 같은 발기부전의 기여요인이 되는 다른 동반질환도 공통점이다.[19]

- 생활습관: 특히 흡연은 죽상경화증을 촉진하기에 발기부전의 주요 위험 인자이다.[20][21][22] 담배는 발기된 음경을 수축시키고 발기부전을 일으키기 때문에 몇몇 연구에서는 담배를 성욕 억제 물질로 설명하기도 한다.[23]

- COVID-19 : 예비연구는 COVID-19 바이러스 감염이 성적, 생리적 건강에 영향을 끼친다고 본다.[24][25]

많은 질병에 대한 외과적 개입은 발기에 필요한 해부학적 구조를 제거하고 신경에 손상을 가하며 혈액 공급을 저해할 수 있다. 발기부전은 외부방사선치료(EBRT)에 의한 전립선절제술(prostatectomy)과 전립선 파괴 등 전립선암 치료에 있어 공통적으로 보이는 합병증이다. 그러나 전립선은 발기 자체에 필요한 건 아니다. 대부분 서혜부 탈장 수술(inguinal hernia surgery)이 관련되어 있으며 수술후 합병증이 없는 상태에서 수술 치료는 수술전 성기능 장애 환자의 성기능을 복구할 수 있다. 반면 대부분의 경우 수술전 정상 성생활을 하던 환자에게는 영향을 주지 않는다.
자전거를 타는 경우 압박으로 인해 신경과 혈관의 문제가 모두 생길 수 있어 발기부전과 관련이 있다. 위험도 증가는 대략 1.7배 정도이다.
음란물 이용이 발기부전을 일으킬 수 있다는 우려는 2015년의 문헌 고찰에 따르면 역학적 연구에 기반을 둔 근거가 거의 없으며 벨기에의 교수이자 성 관련 연구자인 군터 드윈(Gunter de Win)에 따르면, "간단히 말해서 일주일에 60분 음란물을 보면서 자신이 중독되었다고 생각한다는 응답자들은 일주일에 아무 걱정 없이 160분 음란물을 보는 사람보다 성 기능장애를 보고할 가능성이 높았다."라고 한다.

## 개선
비아그라 등의 효능이 검증된 약과 더불어 단전호흡을 하다 보면 의지와 관계없이 발기가 되는 것으로 보아 단전호흡이 도움 되는 것으로 추정되므로, 오남용 우려 처방 의약품으로 지정한 바 있다.

## 같이 보기
- 신장병
- 대사 증후군
- 만성 피로 증후군(CFS)
- 생활습관병
- 당뇨병(DM)
- 케겔 운동
- 아놀드 케겔(영어판)